# Friedrich Hartmann (Politiker, 1859)
Friedrich Hartmann (* 4. Dezember 1859 in Mühlhausen; † 5. September 1934 in Neustadt) war ein hessischer Politiker (SPD) und ehemaliger Abgeordneter der Zweiten Kammer der Landstände des Großherzogtums Hessen und des Landtags des Volksstaates Hessen in der Weimarer Republik.
Friedrich Hartmann war der Sohn des Maurers Kilian Hartmann und dessen Frau Anna Margaretha geborene Grünewald. Friedrich Hartmann heiratete Anna Margaretha geborene Orth.
Friedrich Hartmann arbeitete als Maurer und Landwirt in Mühlhausen und später in Neustadt.
In der 35. und 36. Wahlperiode war er 1911 bis 1918 für den Wahlbezirk Starkenburg 3 / Höchst im Odenwald Mitglied der Zweiten Kammer der Landstände. 1919 bis 1921 war er erneut Landtagsabgeordneter der SPD. 